# Logie Schoolhouse
Das Logie Schoolhouse ist ein ehemaliges Schulgebäude nahe der schottischen Kleinstadt Montrose in der Council Area Angus. 2006 wurde das Bauwerk in die schottischen Denkmallisten in der höchsten Denkmalkategorien A aufgenommen.

## Geschichte
Da zwei Schulen gleichen Namens existieren, ist es in der Literatur unklar, ob das Schulgebäude im späten 17. oder im frühen 18. Jahrhundert erbaut wurde. Entweder handelt es sich um eine 1791 beschriebene Schule, deren Lehrer ein Wohnhaus mit Garten zur Verfügung stand und in dem zwischen 40 und 50 Schüler unterrichtet wurden, oder die Schule wurde 1845 als eine von zwei nicht-finanzierte Schulen in der Region beschrieben, die im frühen 19. Jahrhundert in der Nähe der industriellen Mühlen entstanden waren. Interessant erscheint, dass das Schulgebäude ab 1929 bis in die 1980er Jahre als Kirche der United Free Church of Scotland genutzt wurde.

## Beschreibung
Das Logie Schoolhouse steht in dem Weiler Logie rund vier Kilometer nordwestlich von Montrose nahe dem rechten Ufer des North Esk. Sie zählt zu den wenigen erhaltenen Gebäuden in Schottland, die aus Lehm gebaut wurden. Einige Wände wurden zwischenzeitlich mit Stein verkleidet beziehungsweise mit Backstein ausgebessert. Die südostexponierte Hauptfassade des einstöckigen Gebäudes ist sechs Achsen weit. Es sind im Wesentlichen vierteilige Sprossenfenster verbaut. Das Schulgebäude schließt mit einem schiefergedeckten Walmdach. Straßenseitig wurde ein Vorbau aus Wellblech ergänzt, auf dessen Giebel ein hölzerner Dachreiter mit Geläut aufsitzt.